# 間接金融
間接金融（かんせつきんゆう、Indirect finance）とは、金融の一形態で融資する側と受ける側の間に間接的に資金を貸し借りする機関が存在する仕組みのこと。対義語は直接金融。

## 概要
間接金融の特色は、仲介業者（銀行などの金融機関）が存在することである。資金の貸手と、借手の間に仲介業者が入るが、仲介業者は貸手から一旦借りて、借手に貸し出す。そのため、貸手と借手との間に直接取引関係はない。金融機関が多数の貸手の小口資金を集め、多数の借手に融資できる点がメリットである。さらに、大規模な資産ポートフォリオを組むことになるため、個々の貸手のリスクが低下する。
間接金融においては、貸手の債権が仲介業者の債務となる。仲介業者は多数の貸手を顧客に持つため、貸手間の債権移転を振り替えることができる。これは、流動性の高さを意味するので、貸手は債権を現金相当物とみなすようになる。このようにして、間接金融の活動は信用創造を起こして、市中のマネーサプライを増加させる。金融機関は、この貸手へ支払う金利（銀行では預金金利）と借手から受け取る金利の差（利ざや）で利潤を上げる。
一方で、本質的に貸手の債権を保証するのは金融機関ではなく借手である。そのためどの金融機関に預けても同額の債権は等しい価値である、とは言えない。金融機関が財務状況の悪い借手に貸して不良債権となった場合は、本質的にその責任を負うのは貸手になる。そのため、金融機関は技術と倫理に裏打ちされた金融の専門家によって運営されなければ信用を失う。
個人が投資信託を購入する場合、間接金融に分類される。

## 各国の傾向
直接金融と間接金融のどちらが重要であるかは、国によって異なる。
多くの学者・行政当局者は、直接金融が大きい方が精力的に企業のニーズに対応できる金融システムと認識している。金融システムと起業率には関係があり、直接金融の方が起業率が高いことが多い。
日本で間接金融が優位なのは戦後一貫しており高度成長期でもそうであった。また、アメリカで直接金融が優位なのも一貫している。金融システムそのもの自体は、経済成長に影響を与えないとされている。ユーロ圏でも、直接金融が優位なイギリスと間接金融が優位なドイツでは、経済成長に大差はない。一般に欧州企業の資金調達は間接金融の比率が高かったため、（アメリカ発の金融危機によって）不良債権が増大する可能性が高いとされている。

### 日本の傾向
多くの新興企業は土地などの担保がないため、外部からの資金調達が必要となるが、日本は間接金融が優位であるため開業資金の調達が難しいとされている。金融自由化と金融機関同士の競争の中でも、現金・預金などの安全資産の保有は続いている。経済学者の飯田泰之は「現在（2010年）の先進国では、国民の貯蓄率を高めることで資本を増やすモデルは通用しない。現在では、貸出先・投資先の国際化が進んでおり、仮に国内で貯蓄が増えても、その貯蓄が国内投資に向かうとは限らない」と指摘している。

## 日本の歴史

### 戦前からバブル崩壊まで
日本では戦前から銀行による間接金融が中心であったが、これは当時の政府が銀行を中心とした金融システムを進めていたためである。この金融システムは戦後の経済復興・高度経済成長に大きく貢献した。日本経済が欧米へのキャッチアップを急いでいた時代には、間接金融方式が大いに力を発揮した。
「護送船団方式」は戦後の資金不足時代にこそ有効に働いたシステムであったが、成長後の日本にとっては、ぬるま湯体質の温存でしかなかった。経済学者の岩田規久男は「護送船団方式が、日本の戦後の高度経済成長とその後の安定的な経済成長に寄与したと言えるが、その弊害も大きかった。『銀行を一行も潰さない』ということは、費用ばかりが嵩んだサービスの悪い銀行も生き残ることも意味する」と指摘している。
戦後、大蔵省は長期資金が稀少になったため、都市銀行・長期信用銀行を直接的・間接的に行政指導し、起債市場を厳しく規制した。長短金融分野規制の下、企業の起債は厳しく制限され、債券発行によって資金調達できる企業は限られていた。長期信用銀行（主に日本興業銀行など）は、起債規制の緩和に激しく抵抗し続け、日本の社債市場の発達を妨げた。
1980年頃から、世界では経済・金融のグローバル化が進み、間接金融中心の金融システムは時代遅れとなっていた。1980年代外国為替管理法の改正と起債規制の緩和によって、外債による資金調達、日本国内での転換社債・新株引受権付き社債の発行が自由化された。起債市場の自由化によって、大企業は社債発行によって資金調達するようになった。1985-1989年の主要企業の社債発行による資金調達比率は、8.5%から17.4%に上昇した。大企業にとっては、煩わしい審査を受ける銀行からの借り入れよりも、社債発行のほうが低金利で便利な資金調達であった。
バブル崩壊後、損失補填、利益供与、巨額損失の隠蔽など金融機関の不祥事が相次いで発覚した。
バブル崩壊によって、銀行が受けた損失は横並びであったため、政府は従来の金融行政（護送船団方式）の見直しを迫られた。日本政府は1990年代後半の「金融ビッグバン」で様々な規制緩和を実施した。日本版「金融ビッグバン」によって起こった金融に関する変化は、「貯蓄（間接金融）から投資（直接金融）へ」という流れであった。間接金融優位を直接金融優位へと移行させる政策として、金融自由化と護送船団方式の解体が行われた。

### 論争
一部の論者は、バブルよりも『間接金融の偏重』という従来の日本の金融システムにおいての『構造問題』を指摘しており、日本の資本市場は直接金融ではなく間接金融に過度に依存し過ぎ、それがバブルとその崩壊による経済的混乱を増大させたと指摘している。経済学者の三洋剛は「不良債権問題の発生・処理の遅れには『護送船団方式』による金融行政にある。バブル崩壊後も護送船団的な体質が抜け出せないまま、国民に不良債権の実態を明らかにせず処理の先送りを続けた結果、不良債権問題は拡大・長期化した」と指摘している。
経済学者の竹中平蔵は「高度経済成長期は、企業がいかにお金を安定的に回すかが重要であった。企業が設備投資すればGDPが伸び、家計も潤うという循環があったからである。そのため、間接金融にも大きな意味があった。間接金融は今日でも重要ではあるがその一方で、個人の金融資産の利回りを上げる必要が出てきたため、金融における資産運用（直接金融）が、より重要になってきている」と指摘している。
岩田規久男は「日本は戦後から1980年代まで、銀行型間接金融中心の企業金融が大きな問題を抱えずに済んだのは、経済全体が右肩上がりで、全体が貸し倒れリスクが小さかったからである。これからの企業金融は銀行がリスクの大半を負担するのではなく、個人投資家・機関投資家が広く薄くリスクを負担する構造に変化すべきである」と指摘している。
反論がある。エコノミストの河野龍太郎は「資金調達構造は、日本が間接金融中心なのに対し、アメリカは直接金融中心だとされている。多くの人は、こうした経済システムの違いに注目するが、一方を高く評価しているときには他方を低く評価する。しかし、時期によって好不調はあるが、日米ともに他国と比べれば経済はうまく機能している。一国経済の経済システムは、各国の経済事情によるため他国と異なるのは普通である。法律・税制など様々な制度に大きく依存している。経済システムは長期的に見るべきであり、不況期に『システムの問題』と安易にいうべきではない」と指摘している。
森永卓郎は「日本が欧米に比べて間接金融の比重が高いのは事実であるが、それは日本は中小企業が多いからである。中小零細企業は、間接金融に頼らざるをえない」と指摘している。森永は「間接金融を守る以外、日本の中小企業を守る方法はない。間接金融から直接金融に転換させろという議論は、ベンチャー以外の中小企業は潰せと言っているに等しい」と指摘している。